# Свято-Троицкий собор (Буэнос-Айрес)
Собо́р Свято́й Тро́ицы (рус. трад. Соборъ Святой Троицы, исп. Catedral Santísima Trinidad) — приходской храм Южно-Американской епархии РПЦЗ(А), расположенный в районе Сан-Тельмо в городе Буэнос-Айрес.
Самый первый и старейший православный храм города и всего Южноамериканского континента. Воздвигнут основанной по указу императора Александра III Русской православной миссией в Южной Америке и с возникновения имеет миссионерский статус: богослужения традиционно совершаются на двух языках — церковно-славянском и испанском. Признан национальным культурным памятником Аргентины.

## История

### Основание прихода
К 1880-м годам в Аргентине уже проживало большое количество православных греков, южных славян, арабов и румын, но в стране ещё не было ни одного православного храма. 1 (13) октября 1887 года от православных жителей Буэнос-Айреса поступило обращение к русскому Императору Александру III с просьбой об открытии православного прихода. Ходатайство поддержали русский посланник в Бразилии и Аргентине Александр Ионин и обер-прокурор Священного Синода Константин Победоносцев. Так, 14 (26) июня 1888 года была устроена первая православная церковь в Южной Америке, расположившаяся при Русской Императорской Миссии (российском посольстве) в двух небольших комнатах в обывательском доме на улице Талькауано. Первая литургия была отслужена прибывшим из России священником Михаилом Петровичем Ивановым 1 (13) января 1889 года.

### Строительство современного храма
В 1890-е годы в Аргентине увеличилась численность выходцев из России, большинство из которых было еврейского происхождения, из-за чего аргентинцы стали идентифицировать евреев с русскими, а иудаизм — с русской верой. Последний факт, наряду с теснотой существовавшей церкви, побудил назначенного в приход в 1891 году священника Константина Изразцова устроить в Буэнос-Айресе отдельный русский православный храм.

В конце 1894 года был приобретён участок земли для строительства церкви, а в 1897 году отец Константин предпринимает поездку в Россию для сбора частных пожертвований на строительство собора, обращаясь к народу в разных городах страны с воззваниями и проповедями. Одни люди жертвовали наличными деньгами, другие — давали необходимые предметы и утварь: иконы, кресты, потиры, облачения, материю и прочее. 5 000 рублей пожертвовал лично Государь Император Николай II. Среди других известных жертвователей были Вдовствующая Императрица Мария Феодоровна, святой праведный Иоанн Кронштадтский и доктор Е. С. Боткин.

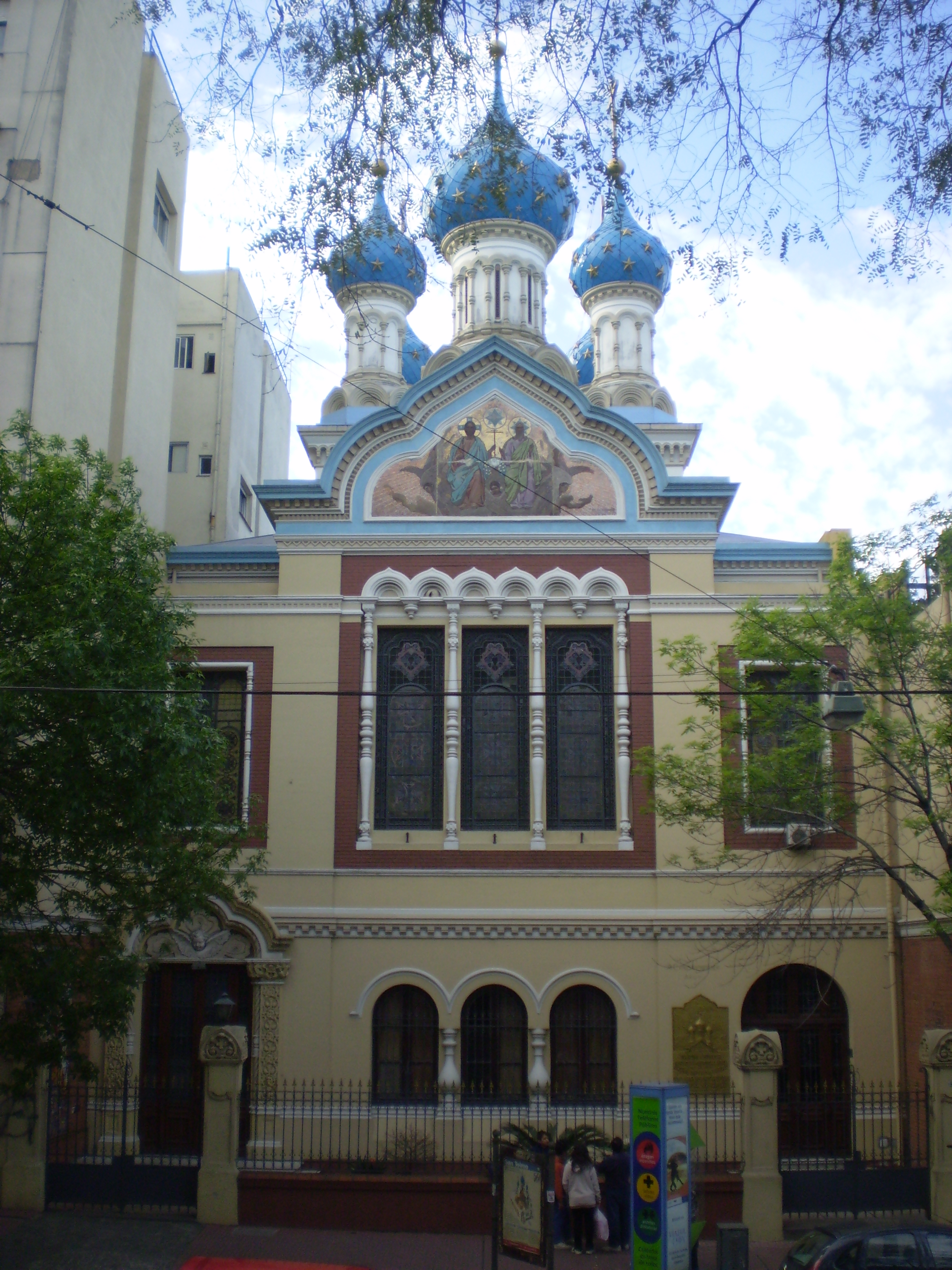
Современный вид на церковь с Бразильской улицы (av. Brasil)

Закладка храма произошла 6 (18) декабря 1898 года в присутствии дипломатического корпуса и представителя президента Аргентины. Проект был разработан действительным членом Императорской Академии художеств Михаилом Преображенским, строительство осуществлял аргентинский архитектор Алехандро Кристоферсен (исп. Alejandro Christophersen). 23 сентября (6 октября) 1901 года нововоздвигнутая церковь была освящена во имя Святой Троицы в присутствии дипломатического корпуса и президента республики Хулио А. Рока.
В 1910-е годы при храме были открыты потребительская лавка, приют для нуждающихся, бесплатная читальня и культурно-просветительский кружок, любительский хор и драматическая труппа. Приход вёл сборы денег в пользу бедных, осуществлял помощь в возвращении в Россию. До 1917 года настоятель храма занимал должность секретаря дипломатического отдела Российской миссии в Буэнос-Айресе.
В 1911 году отец Константин Изразцов получает большую денежную ссуду через хорватского предпринимателя и мецената Николая Михановича на строительство доходного дома на улице Европа (ныне — Карлос Кальво 500). Благодаря этому начинанию Русская Церковь в Аргентине пользовалась полной автономией на протяжении почти целого века. Это позволило не только продолжать совершать службы и содержать клир с семьями, но и оказывать помощь сотням беженцев, которые позже стали прибывать в страну. Помощь Свято-Троицкого собора добиралась даже до Старого Света, куда посредством Красного Креста отправлялись деньги, и принималось участие в поиске пропавших во время войны родных и воссоединении семей.

### В составе Русской Православной Церкви Заграницей
С 1920-х годов после гибели Российской Империи греки, сирийцы и ливанцы стали организовывать свои собственные приходы, со священниками своих национальностей, из-за чего Свято-Троицкий приход стал почти исключительно русским по национальному составу. Однако многие из них из-за симпатий, старых дружественных связей и духовного братства в течение многих лет оставались прихожанами Свято-Троицкой церкви. В те же годы, после прекращения сообщения с высшей церковной властью в Росcии, приход вошёл в юрисдикцию Русской Православной Церкви Заграницей.
В 1926 году протоиерей Константин Изразцов был возведен в сан протопресвитера и назначен администратором русских православных церквей в Южной Америке. 23 сентября того же года Русская Православная Церковь в Аргентине обрела юридический статус, зарегистрировавшись как Русское Православное Общество (или Ассоциация) в Аргентине, президентом которого с самого начала является действующий настоятель Троицкого собора.

### В 1940-е годы
К моменту нападения Германии на СССР среди русской белой эмиграции в Аргентине начали нарастать просоветские настроения. Этому способствовала деятельность «Славянского союза». Церковный же приход в Буэнос-Айресе остался непримиримым врагом всего «красного». В 1941 году, в начале советско-германской войны, бывший русский генерал А. В. Шварц, возглавлявший просоветскую часть русской колонии, потребовал от протопресвитера Константина Изразцова, чтобы тот отслужил молебен за победу Красной армии. Однако настоятель категорически отказался, ответив, что это те же большевики, которые убивали русских людей и разрушали храмы, и нельзя служить молебен о даровании победы Советам. При этом о. Константин предложил отслужить панихиду по всем погибшим на войне. Шварц посчитал это изменой Родине и вместе с небольшой частью прихожан перестал ходить на службы в Свято-Троицкий собор. Позже, в 1947 году, Шварц и его сторонники обратились в Московскую патриархию с просьбой принять их, и при её поддержке они создали собственный храм, ставший впоследствии кафедральным собором Аргентинской епархии. Тем не менее, РПЦЗ в Аргентине превышала Московский Патриархат как по численности прихожан, так и по количеству храмов.
В 1940-е годы отношения между Русской Православной Церковью в Аргентине и Синодом РПЦЗ становятся напряжёнными: Архиерейский синод РПЦЗ, желая переписать церковное имущество в Аргентине на себя, подаёт в суд против протопресвитера Константина Изразцова, но проигрывает его. Чтобы гарантировать имущество от посягательств Константин Изразцов вносит изменения в Устав Русского Православного Общества, за что подвергается прещениям со стороны Архиерейского синода РПЦЗ. В 1947 году, после окончательного разрыва отношений с Синодом, протопресвитер Константин Изразцов вместе с Ассоциацией переходит под омофор Северо-Американской митрополии.
В 1948 году по просьбе протопресвитера Константина Изразцова президент Аргентины Хуан Доминго Перон издал указ о приёме в страну 10 000 бывших советских граждан, бежавших от насильственной репатриации. Кроме того, президент Перон обещал отцу Константину Изразцову разрешить въезд в страну ещё для 100 000 русских беженцев в том случае, если опыт приёма первых беженцев окажется положительным. Однако этим планам не суждено было сбыться из-за вновь разгоревшегося конфликта между РПЦЗ и Константином Изразцовым: клирики РПЦЗ стали настраивать вновь прибывающих эмигрантов против Константина Изразцова. До 1980-х годов костяк прихожан Троицкого храма составляли югославы, болгары и румыны.

### Примирение с Синодом РПЦЗ и судебная тяжба с Московской патриархией
Настоятель Константин Изразцов скончался 6 января 1953 года и по особому разрешению президента Хуана Перона был погребён в Свято-Троицком соборе, которому посвятил бо́льшую часть своей жизни. Его место главы Русской Православной Церкви в Аргентине и президента Ассоциации занял митрофорный протоиерей Феодор Форманчук. Перед Пасхой 1961 года отец Феодор обратился в Архиерейский синод РПЦЗ, желая уврачевать конфликт, восстановить общение и церковное единство. Синод согласился прийти к миру, отказавшись от посягательств на имущество аргентинской Ассоциации и признав её Устав.
В 1956 году на Русскую Православную Церковь в Аргентине подали судебный иск представители Московского патриархата. Предмет иска — здание Свято-Троицкого собора. Заявляя свою претензию на владение храмом, Московский патриархат объявила себя единственной законной правопреемницей дореволюционной Русской церкви. Настоятель собора протоиерей Феодор Форманчук толком ничего не предпринимал и считал тяжбу изначально проигранной. В 1969 году помощником настоятеля стал Валентин Ивашевич. Тогда же он впервые узнал об иске и решил бороться: стал ходить на заседания в суд, вчитывался в законы и консультировался с юристами.
Судебная тяжба длилась 19 лет, до 1975 года, и завершилась победой на суде Русской Православной Церкви в Аргентине. Суд постановил, что Московский патриархат никогда не владел имуществом, на которое претендовала. Также, по постановлению суда, Московскому патриархату предстояло оплатить судебные издержки за 19 лет процесса, однако местная епархия Московского Патриархата объявила себя «финансово несостоятельной». В итоге всю сумму — 20 000 долларов — вынуждена была выплачивать Русская Православная Церковь в Аргентине.

### Последующие годы
В 1988 году Русская Зарубежная Церковь праздновала 1000-летие крещения Руси. В том же году Русская Православная Церковь отметила столетие своего существования в Аргентине. Были проведены различные церковные службы, на которые были приглашены, в числе прочих, епископ Буэнос-Айресский Геннадий (Хрисулакис) (Константинопольского Патриархата), который прибыл в сопровождении священников (приглашённые клирики Константинопольского патриархата пребывали на торжествах как гости, в сослужении не участвуя), и архимандрит Вениамин (Вознюк) из Сантьяго.
В августе 1991 года в Буэнос-Айресе состоялся Седьмой Всезарубежный Съезд Русской Православной Молодёжи, литургическим центром которого был Свято-Троицкий храм. В съезде приняли участие более ста представителей молодёжи из разных стран. На съезд прибыл Первоиерарх РПЦЗ митрополит Виталий (Устинов), а также брат Иосиф Муньос в сопровождении чудотворной Монреальской Иверской иконы Божией Матери.
В 1998 году отмечался столетний юбилей со дня освящения Свято-Троицкого храма. В церковных торжествах принимало участие большое количество гостей, как из Аргентины, так и из-за рубежа, в том числе архиепископ Сиракузский и Троицкий Лавр (Шкурла) и епископ Буэнос-Айресский и Южно-Американский Александр (Милеант). Были проведены концерт в столичном театре Сан-Мартин и различные выставки. Были отчеканены копии памятной медали, выпущенной по случаю закладки первого камня в фундамент храма. 14 июня на литургии в храме, а затем на банкете, устроенном в «Президент-Отеле» столицы, присутствовали глава Секретариата по взаимодействию с некатолическими вероисповеданиями доктор Сентено, директор Национального Реестра Вероисповеданий доктор Хосе Карнило Кардосо, члены правительства и представители сербской, сирийской и болгарской общин. В праздновании принимали активное участие члены различных русских эмигрантских организаций Аргентины.
17 мая 2007 года состоялось подписание Акта о каноническом общении, согласно которому Русская Зарубежная Церковь входила в подчинение Московской Патриархии в качестве самоуправляемой церкви. В связи с этим РПЦЗ раскололась на две части: тех, кто принял «Акт», и тех, кто не принял «Акта». Подавляющее большинство приходов, священнослужителей и мирян РПЦЗ в Южной Америке, и в том числе Свято-Троицкий собор, последовали за епископом Агафангелом (Пашковским), выступившим против «Акта» и образовавшим 10 июля 2007 года «Временное высшее церковной управление» (ВВЦУ РПЦЗ). Настоятель собора протоиерей Александр Ивашевич отмечал: «Это было не воссоединение, а подчинение Москве». 11 июля 2007 года решением ВВЦУ РПЦЗ администратором Южно-Американской епархии был назначен протоиерей Георгий Петренко, настоятель Никольского собора в Сан-Пауло, пользовавшийся большим уважением среди прихожан. 3 августа 2009 года митрополит Агафангел постриг протоиерея Георгия в монашество с наречением имени Григория, а 8 августа возглавил его хиротонию в сан епископа Сан-Паульского и Южно-Американского.
23 апреля 2015 года скончался настоятель храма протоиерей Валентин Ивашевич. Новым настоятелем стал его сын, второй приходской священник, Александр Ивашевич.
6 октября 2021 года было торжественно отпраздновано 120-летие со дня освящения Свято-Троицкого собора. К этому событию был также приурочен выход в свет книги, посвящённой истории храма и Русской Православной Церкви в Аргентине.

## Юридическая и каноническая принадлежность

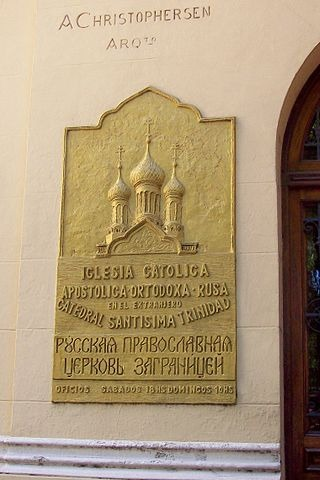
Доска у входа в церковь Св. Троицы в Буэнос-Айресе, указывающая на принадлежность храма к Русской Православной Церкви Заграницей

Изначально, с момента своего основания, храм числился за Русской императорской миссией. После прекращения существования Российской империи юридический статус собора оставался неопределённым до 1926 года, когда Русская православная церковь в Аргентине прошла процедуру официальной регистрации под именем Русского православного общества в Аргентине (исп. Asociación Ortodoxa Rusa en la Argentina), в собственности которого с 1926 года и находится собор.
Канонически приход принадлежит к Южно-Американской епархии Русской Православной Церкви Заграницей (под омофором митрополита Агафангела), не находящейся в общении ни с одной из поместных православных церквей. Свои притязания на обладание Свято-Троицким собором высказывает Южно-Американская епархия РПЦЗ (в составе Московского Патриархата), обвиняющая духовенство собора в расколе. В 2010 году епископ Каракасский и Южнео-Американский Иоанном (Берзинем) запретил клириков Троицкого собора в служении. В ответ на это заявление правящий архиерей епископ Григорий (Петренко) распространил «Окружное послание», в котором разъяснил: «Тем нашим прихожанам и чадам РПЗЦ, которые смущаются этими лукавыми заявлениями, хотим напомнить, что после вступление в состав Московской Патриархии, архиереи составляющии новый Синод [РПЦЗ(МП)], потеряли право по собственому выбору обращаться к нам с указами, и поэтому они для нас уже не действительны. Никакие прещения со стороны МП, начиная с 1927 года, Зарубежная Церковь никогда не считала для себя действительными, ибо не признавала ни Московскую Патриархию, ни ея начальства. Тем более, что теперь эти прещения накладываются теми, кто сознательно попрали соборность в Церкви и отошли от всех ранее бывших соборных постановлений и уложений РПЦЗ относительно МП, и фактически являются ея частью».

## Архитектура и убранство
Собор расположен в историческом центре города и построен в стиле московских церквей XVII века («узорочье»).
Здание храма двухэтажное: на первом этаже располагается приходская школа, на втором — собственно церковь.
В соборе имеются два боковых придела — святителя Николая Чудотворца и равноапостольной Марии Магдалины.
Роспись купола, потолков, колонн, арок и всего орнамента церкви была произведена итальянским художником Маттео Казеллой. По стенам размещены картины-иконы:
- «Тайная вечеря» — на Горнем месте;
- «Вселенские святители» и «Русские святители» В. В. Беляева;
- «Нагорная проповедь» и «Благословение детей» В. П. Павлова;
- «Преображение Господне» Н. А. Кошелева;
- «Помазание Саула на царство» В. О. Отмара;
- «Благовещение» Г. Д. Нестерова;
- «Святая Троица» (в ветхозаветной концепции) и «Распятие» И. Садикова;
- «Сошествие Святого Духа» Тюменева;
- «Святая Троица» (в новозаветной концепции) А. П. Рябушкина.

Картина А. П. Рябушкина послужила картоном для венецианской мозаики, пожертвованной академиком Н. А. Фроловым, расположенной над входом в храм.
Фарфоровый иконостас был изготовлен в Миргородской художественно-промышленной школе за 1899—1900 гг. по проекту архитектора Н. Н. Никонова.
Храму с Афона была передана «Самонаписавшаяся» икона Божией Матери с частицами мощей некоторых святых.
В 1951 году при входе в церковь была помещена доска с памятной надписью: «1901—1951 гг. Отъ общинъ Россіи, Сиріи, Ливана, Югославіи, Греціи, Болгаріи, Чехословакіи и Румыніи».
При входе, справа от лестницы, ведущей в верхний храм находятся могилы протоиерея Константина Изразцова (1865—1953) и его супруги Елены Иосифовны Бухэй (1859—1955). У могильной плиты надпись: «Сія гробница была сдѣлана по особому разрѣшенію президента республики Аргентины генерала Хуана Доминго Перона».
Рядом с гробницей находится памятная доска, установленная в 1967 году, с надписью: «Боже, спаси Россію. Свѣтлой памяти императора Николая II Мученика, вождей и воиновъ добровольцевъ Бѣлыхъ Армій за честь Родины — за Россію Великую Единую недѣлимую, противъ большевицкой власти мечъ поднявшихъ. Русскіе люди, памятуйте о бѣлыхъ добровольцахъ, имена же ихъ всѣхъ Ты, Господи, вѣси. 1917. Донъ. Добр. Армія Р.О.В.С.Б.-Айресъ. 1967 г.».

Во дворе собора, при входе в здание, слева размещена мозаика, устроенная в 1988 году к тысячелетию Крещения Руси. Напротив, при входе на первый этаж, справа расположена мозаичная икона святителя Иоанна Шанхайского и Сан-Францисского.

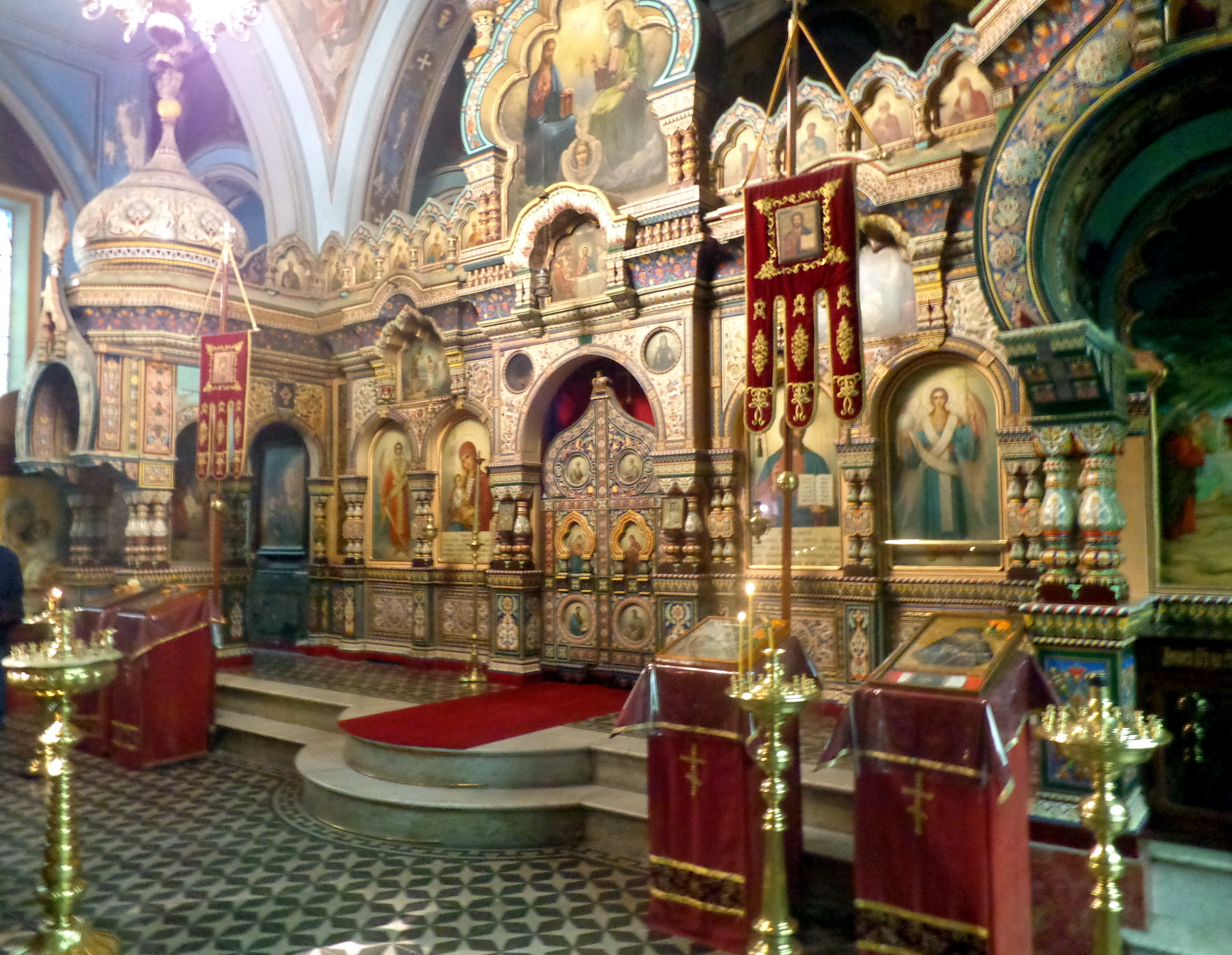
Уникальный майоликовый иконостас собора
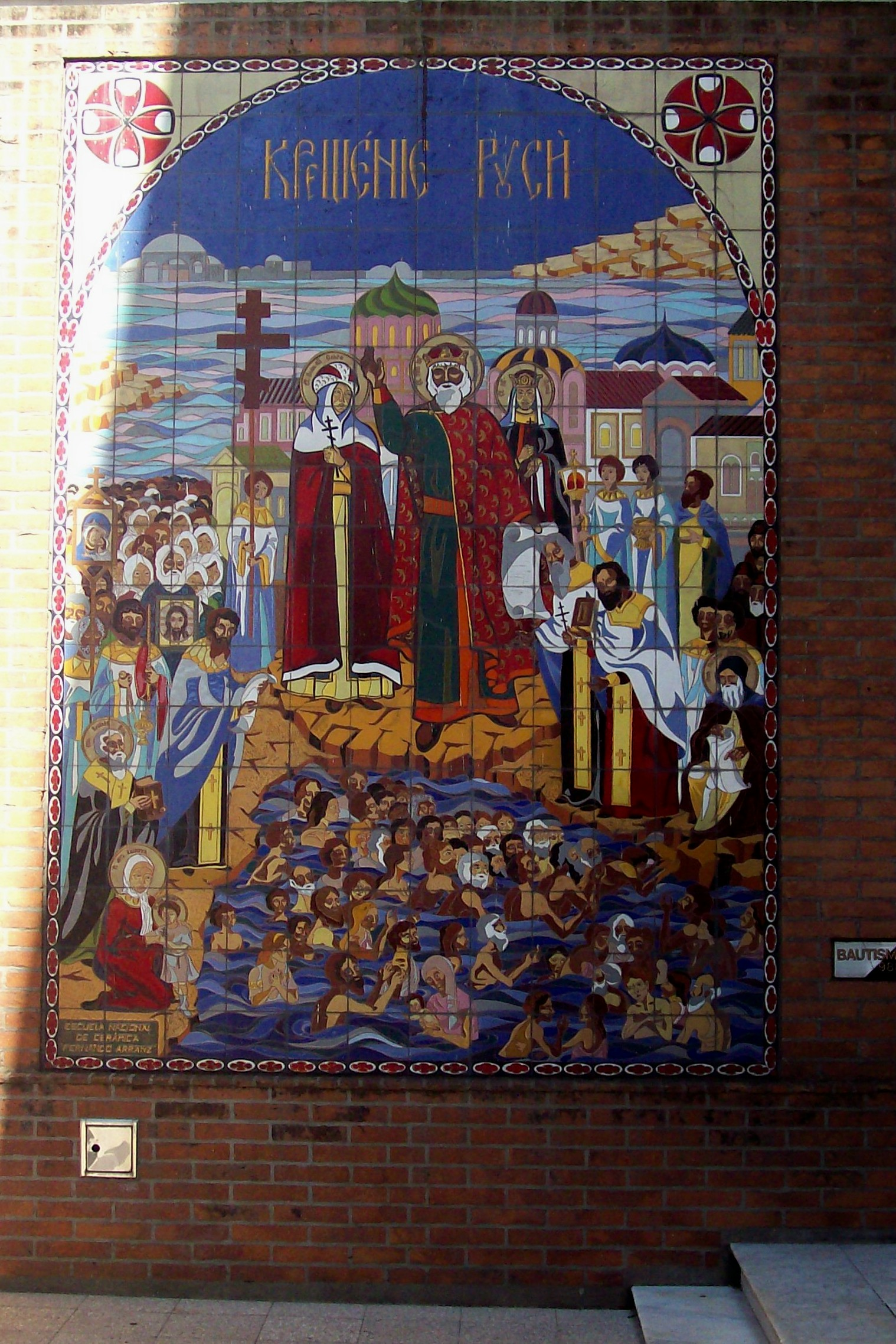
Мозаика в честь 1000-летия крещения Руси
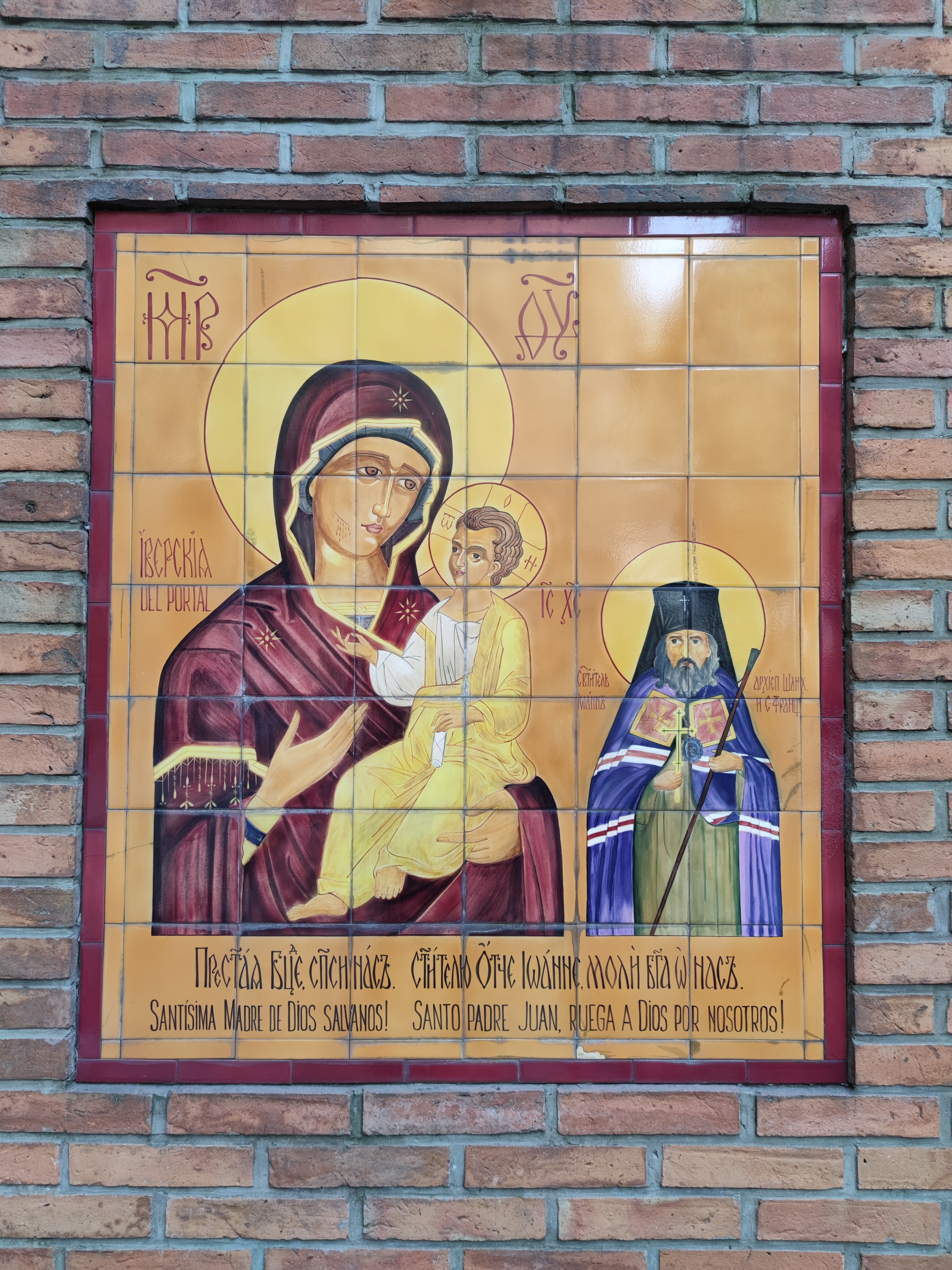
Икона святителя Иоанна Шанхайского и Сан-Францисского
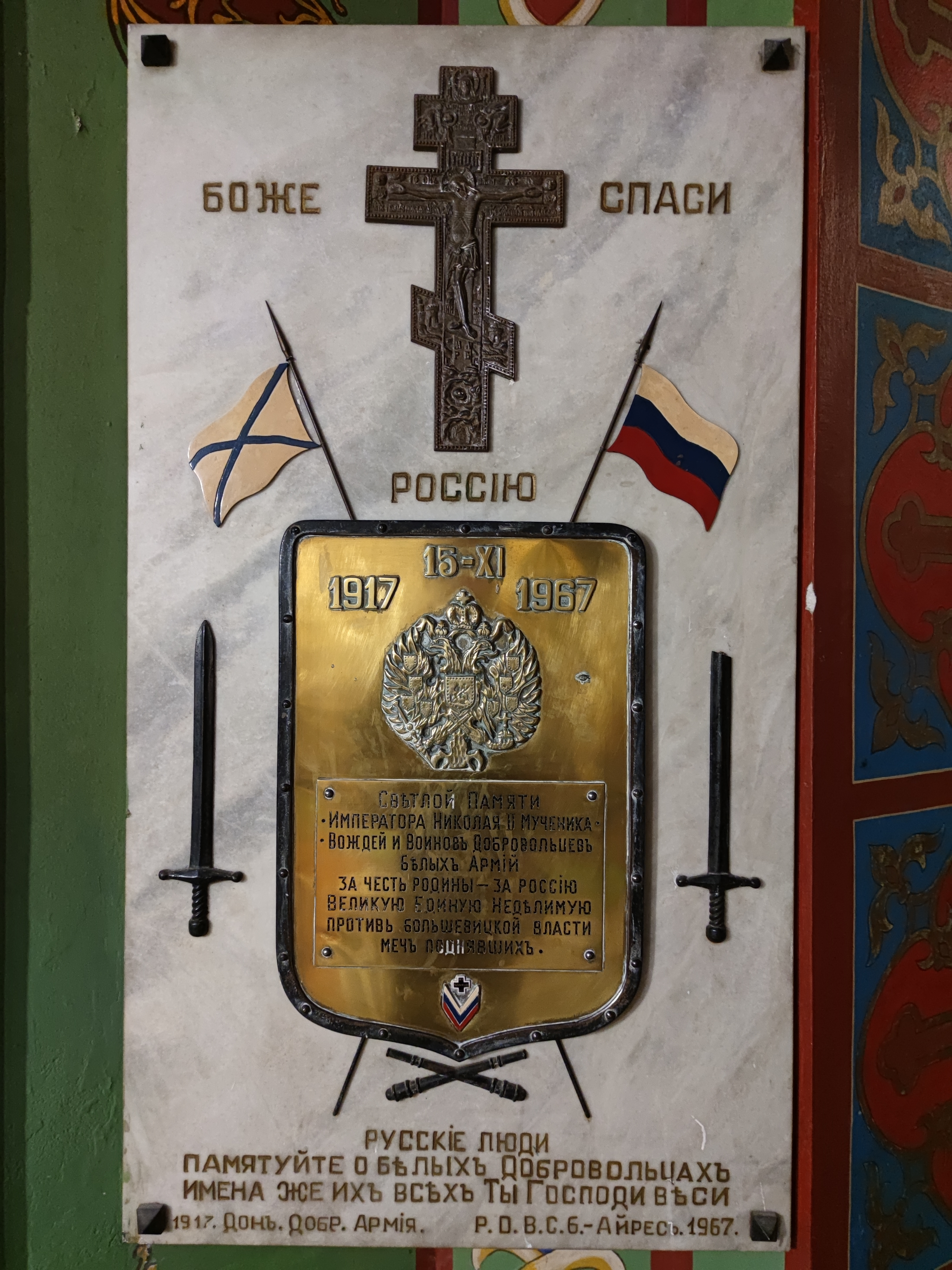
Памятная доска во имя Императора Николая ІІ Мученика и воинов-добровольцев Белых Армий
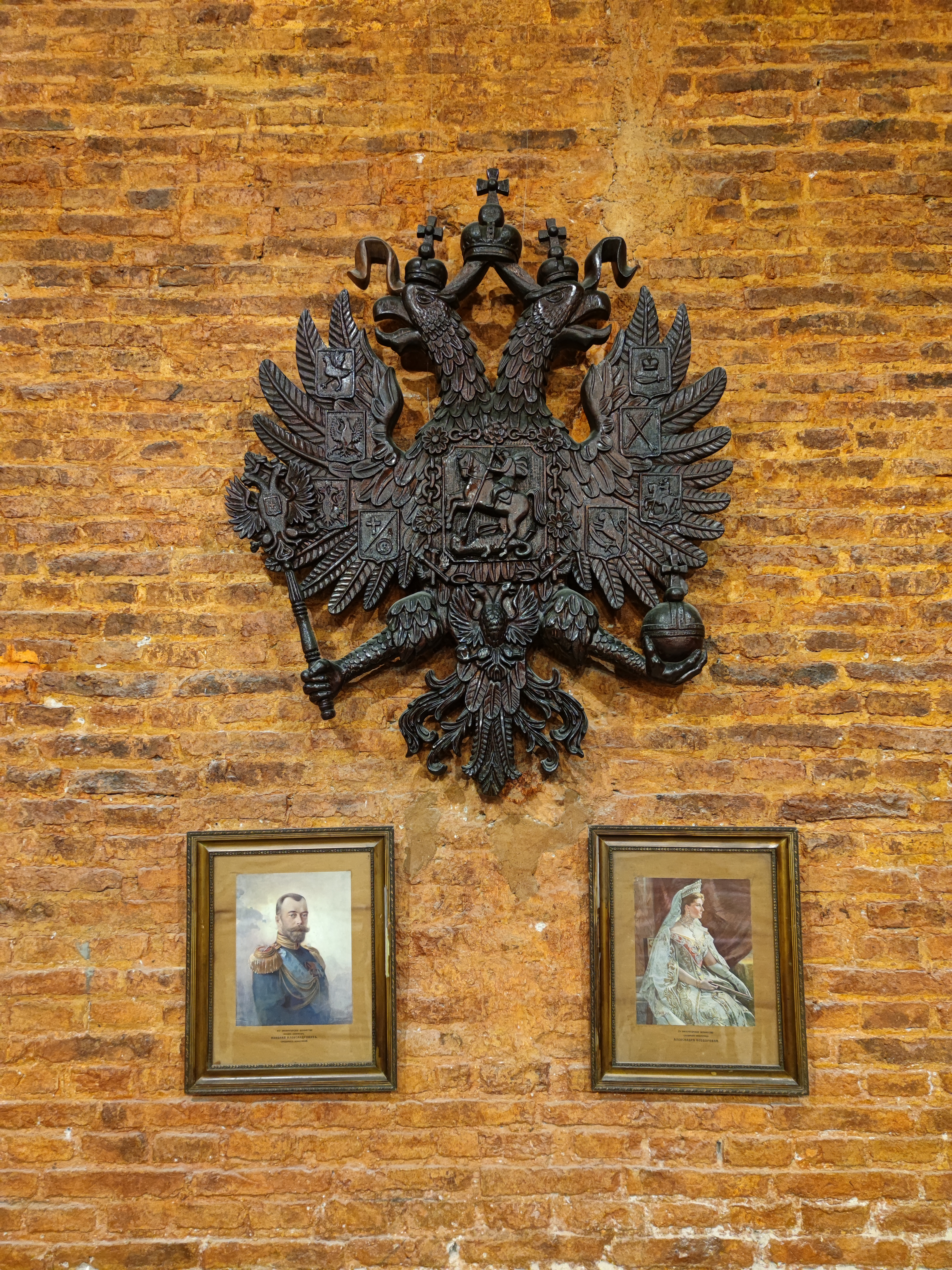
Герб Российской Империи и портреты Государя и Государыни в зале приходской школы собора

## Настоятели прихода
| Настоятели                          | Настоятели                                                     | Помощники настоятелей | Помощники настоятелей |
| Годы                                | Настоятель                                                     | Годы                  | Помощник              |
| ----------------------------------- | -------------------------------------------------------------- | --------------------- | --------------------- |
| 14 (26) июня 1888 — 1891            | священник Михаил Петрович Иванов                               |                       |                       |
| 15 (27) апреля 1891 — 6 января 1953 | протопресвитер Константин Гаврилович Изразцов (* 1865; † 1953) | 1949 — 1953           | Димитрий Константинов |
| 1953 — 22 мая 1977                  | протоиерей Феодор Форманчук († 1977)                           | 1953 — 1955           | Димитрий Константинов |
| 1953 — 22 мая 1977                  | протоиерей Феодор Форманчук († 1977)                           | 1969 — 1977           | Валентин Ивашевич     |
| 1977 — 23 апреля 2015               | протоиерей Валентин Алексеевич Ивашевич († 2015)               | 2001 — 2014           | Игорь Баратов         |
| 1977 — 23 апреля 2015               | протоиерей Валентин Алексеевич Ивашевич († 2015)               | 2014 — 2015           | Александр Ивашевич    |
| 2015 — сей день                     | протоиерей Александр Валентинович Ивашевич                     |                       |                       |

## Комментарии
1. ↑  Племянник российского генерального консула Педро Кристоферсена.
2. ↑  С 1999 года дом захвачен аргентинскими оккупантами («okupas»), и с тех пор церковная община борется за возвращение здания приходу.
3. 1 2  Русская Православная Церковь в Аргентине не могла официально зарегистрироваться под именем «Церкви», поскольку по аргентинским законам это определение исключительно зарезервировано за Римско-католической церковью.